# Batería de mercurio
Una pila de mercurio (también llamada pila de óxido de mercurio, o celda de mercurio) es una batería electroquímica no recargable, una celda primaria.  Las baterías de mercurio utilizan una reacción entre el óxido de mercurio y electrodos de zinc en un electrolito alcalino.  La tensión durante la descarga se mantiene prácticamente constante a 1,35 voltios, y la capacidad es mucho mayor que una batería de carbono de zinc de tamaño similar. Desde el momento de la Segunda Guerra Mundial las baterías de mercurio se convirtieron en una fuente de alimentación popular para dispositivos electrónicos portátiles. 
Las pilas de mercurio se utilizan en forma de las pilas de botón para relojes, audífonos y calculadoras, y en formas más grandes para otras aplicaciones. 
Debido al contenido de mercurio y las preocupaciones ambientales resultantes, la venta de las pilas de mercurio está prohibida en muchos países para evitar el envenenamiento por mercurio.  Tanto ANSI y IEC han retirado las estándares para las baterías de mercurio.

## Historia

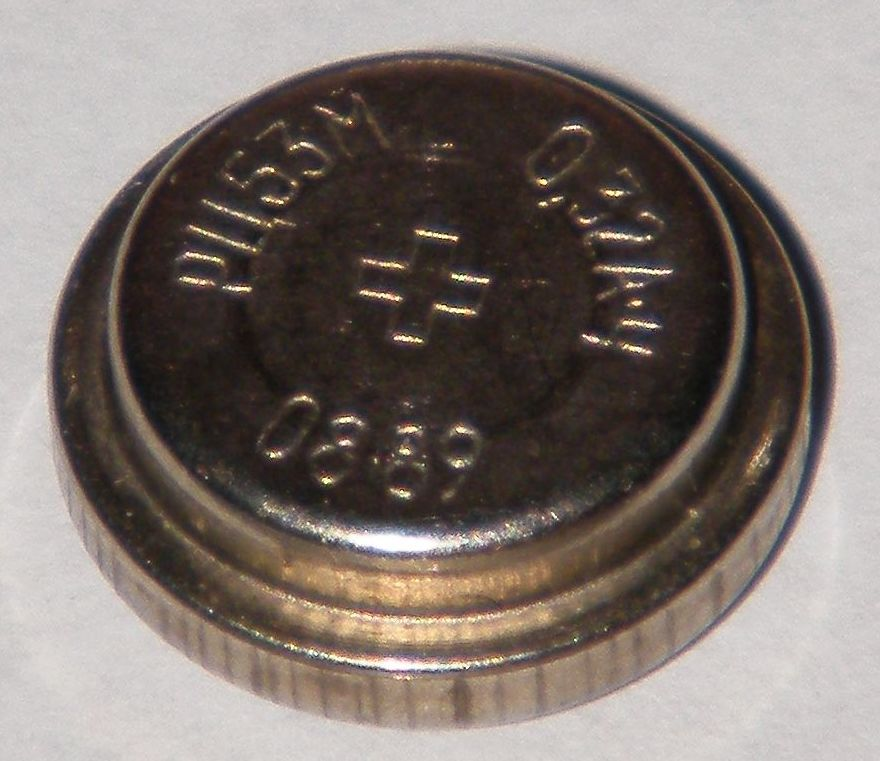
Batería de mercurio "RC-53M" (320mAh) construida durante la era soviética (1989).

El sistema de baterías de óxido de mercurio-zinc era conocido desde hace más de 100 años,  pero no se utilizó ampliamente hasta 1942, cuando Samuel Ruben desarrolló una célula de mercurio equilibrada que era útil para aplicaciones militares como detectores de metales, municiones y  walkie-talkies. El sistema de la batería tenía las ventajas de una larga vida estable (hasta 10 años) y una salida constante de voltaje. Después de la Segunda Guerra Mundial, el sistema de baterías fue ampliamente aplicado en dispositivos electrónicos pequeños, como marcapasos cardíacos y audífonos. Las baterías de óxido de mercurio se hicieron en una amplia gama de tamaños, desde células de botón en miniatura (usadas para audífonos y relojes de pulsera eléctricos), tipos cilíndricos (aparatos electrónicos portátiles), baterías rectangulares (radios transistores) y grandes embalajes multicelulares (aplicaciones industriales como radio control remoto para sistemas de grúa). En los Estados Unidos, las baterías de óxido de mercurio fueron fabricadas por compañías como  P. R. Mallory and Co Inc (ahora Duracell), Union Carbide Corporation (cuya antigua división de baterías se llama ahora Energizer Holdings), RCA Corporation y Burgess Battery Company.